# Kamaica

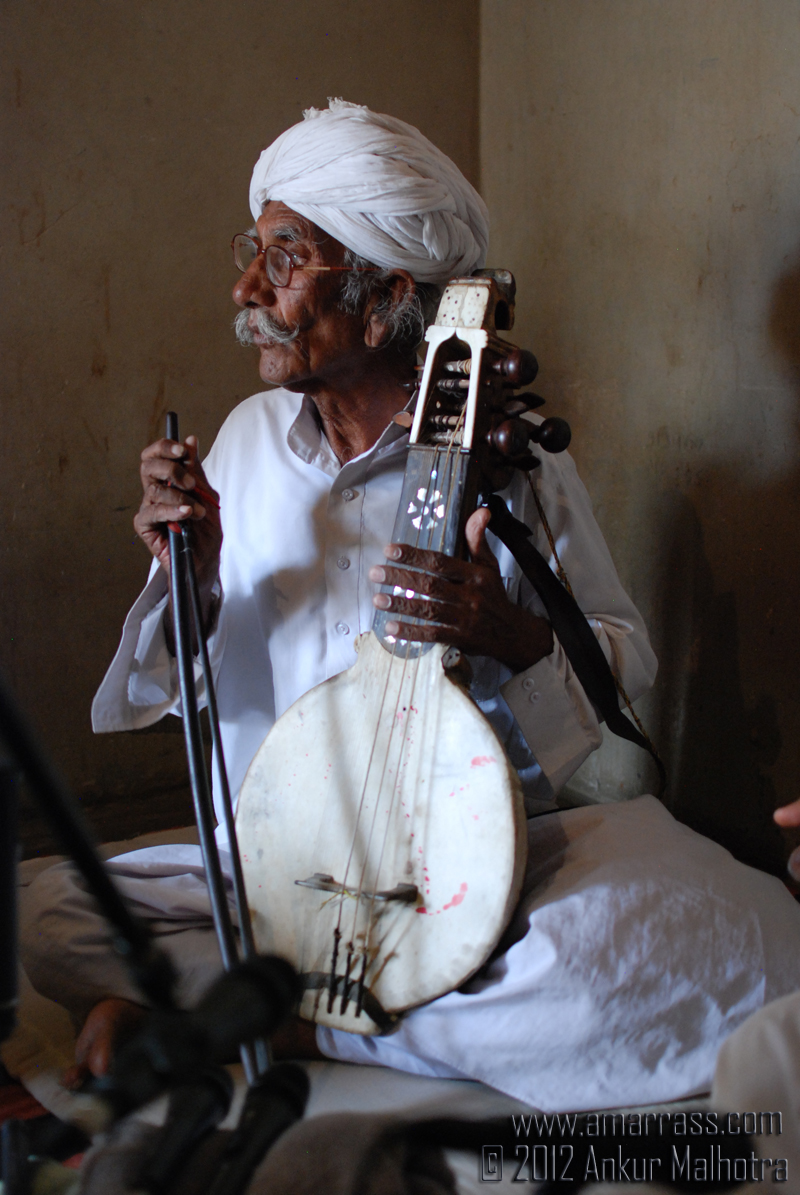
Kamaica-Spieler Sakar Khan, 2012

Kamaica, auch kamāicā, kamaicha, kamacha, kamāyachā, kamāic, kumāic oder kamantsche, ist eine gestrichene Schalenhalslaute, die im nordwestindischen Bundesstaat Rajasthan von der Musikerkaste der Manganiyar zur Gesangsbegleitung gespielt wird. Die Manganiyar führen die Herkunft der kamaica sowie ihre erzählende und devotionale Liedtradition auf den Musiker Tansen am Hof des Mogulkaisers Akbar I. im 16. Jahrhundert zurück.

## Herkunft und Verbreitung

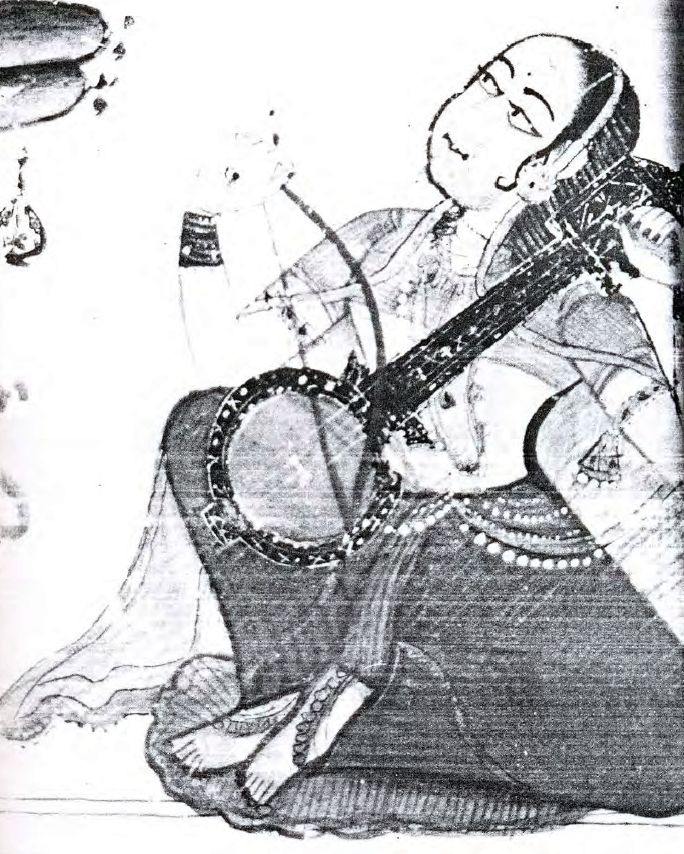
Miniaturmalerei aus der Schule von Bundi, um 1780. Die Musikerin stimmt ein der kamaica ähnliches Streichinstrument.

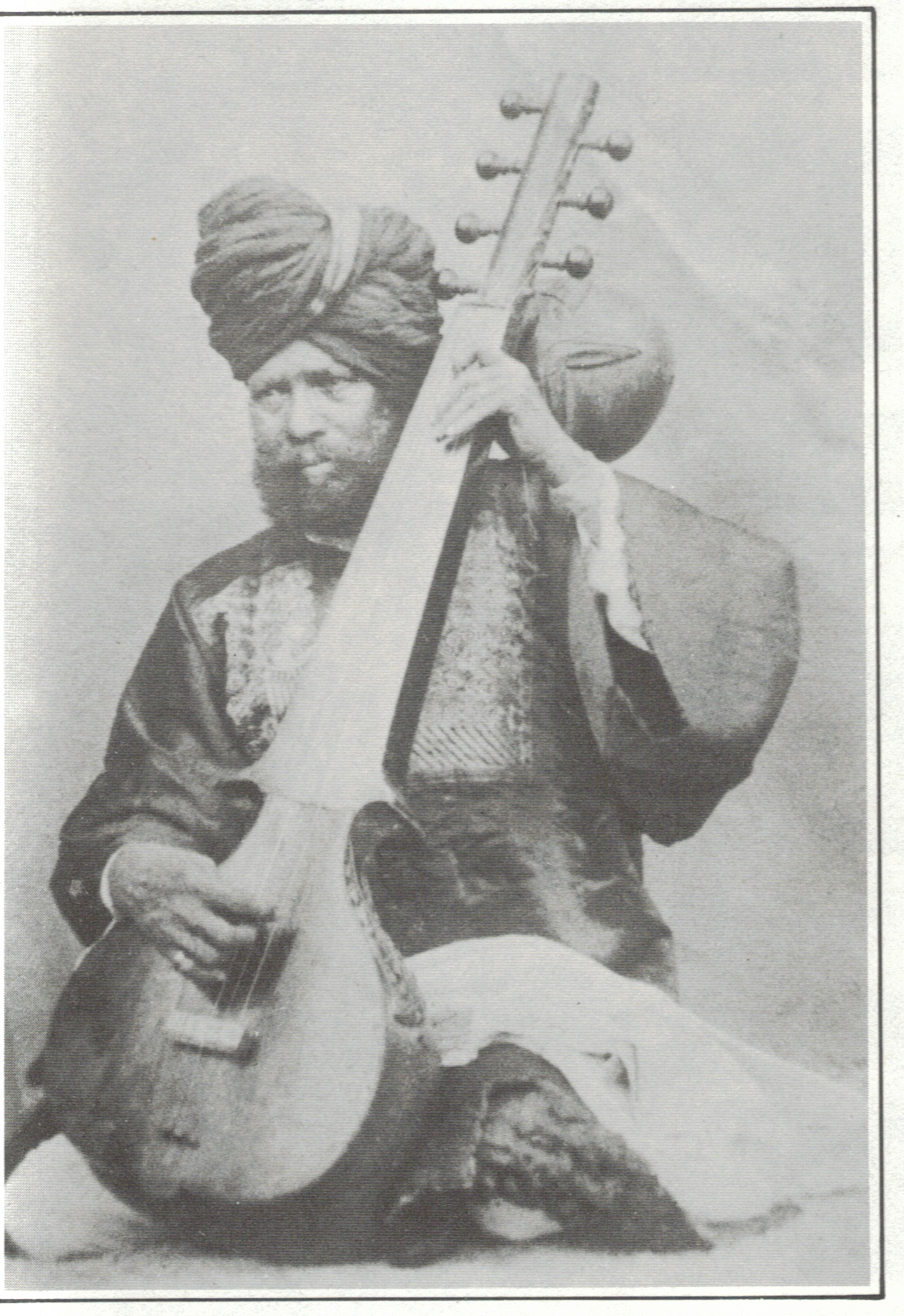
Rahmat Khan (1843–1910) spielt sursingar.

Die Geschichte der Streichinstrumente in Indien hängt mit der mutmaßlichen Herkunft der in  der Volksmusik von Rajasthan und Gujarat meist von Straßenmusikern gespielten Spießlaute ravanahattha zusammen. Das wohl älteste überlieferte indische Streichinstrument erhielt seinen Namen vom mythischen Dämonenkönig Ravana, der aus einem Holzstab, einer aus seinem eigenen Körper entnommenen Sehne und einer Kalebasse ein Musikinstrument erfand, um damit seine Lobgesänge an Shiva zu begleiten. Musikwissenschaftliche Abhandlungen des 11. bis 13. Jahrhunderts führen die damals bekannte, der mythischen Darstellung entsprechende Stabzither bis in altindische Zeit zurück. Die ravanahattha wurde Nanyadeva (1094–1133) zufolge mit einem mit Pferdehaar bespannten Bogen gestrichen. In altindischer Zeit wurden Saiteninstrumente allgemein vina genannt. Ein sich von den Stabzithern unterscheidender vina-Typ waren die Lauteninstrumente, die auf den Reliefs buddhistischer Stupas aus dem 2./1. Jahrhundert v. Chr. mit birnenförmigem Korpus und einem langen Hals dargestellt sind. Auf den Reliefs von Gandhara aus dem 1. und 2. Jahrhundert n. Chr. sind Lauten mit kurzem Hals, zwei bis drei Saiten und einem gerundeten Korpus abgebildet, ferner solche mit einem seitlich eingekerbten oder taillierten Korpus, wie er heute beispielsweise bei der rubab, sarangi und dilruba vorkommt. Es gibt keinen Hinweis, dass dies Streichinstrumente waren. Zu den Spießgeigen, die sich in regional begrenzten Volksmusikstilen erhalten haben, gehören die banam und bana in Zentralindien und die pena im äußersten Nordosten des Landes.
Das in der indischen Musik (von der Violine in Südindien abgesehen) am weitesten verbreitete Streichinstrument, die sarangi, lässt sich zwar nach der Bauform aus altindischen Vorläufern herleiten, die erste Beschreibung als Streichinstrument ist aber erst in dem Ende des 16. Jahrhunderts von Abu 'l-Fazl verfassten Āʾīn-i Akbarī, dem dritten Teil der offiziellen Geschichtschronik der Mogulherrscher, Akbar-nāma, enthalten. Abu 'l-Fazl schreibt, die sarangi werde wie die ghichak gespielt, ein zentralasiatisches Streichinstrument, das über Persien eingeführt wurde, und sei kleiner als die Spießgeige rabāb. Den zahlreichen Abbildungen auf Miniaturmalereien nach zu urteilen scheint die sarangi im 17./18. Jahrhundert populär geworden zu sein. Die älteste bekannte Malerei hierzu vom Anfang des 17. Jahrhunderts zeigt einen unter einem Baum sitzenden Fakir mit einem langen schlanken Streichinstrument, dessen Hals wenig schmäler als der kastenförmige Korpus ist. Dies ist bis heute ungefähr die Form der sarangi in der Volksmusik von Gujarat, deren Korpus jedoch tailliert ist. Auf anderen Abbildungen aus dem 17. Jahrhundert ist ein Streichinstrument mit einem mandelförmigen Korpus mit mehrfach gekerbten Rändern und einem kurzen Hals zu sehen. Die sarangi gehört auch zur devotionalen Musik der Sikhs, weshalb sie auf Illustrationen mit Dhadhis erscheint. Dhadis sind Sänger, die ihre an Guru Nanak gerichteten Andachtslieder auf der Sanduhrtrommel dhadd und der sarangi begleiten. Unter den im 18. Jahrhundert abgebildeten Streichinstrumenten kommen sarangi mit einem an der Oberseite taillierten, rechteckigen Korpus am häufigsten vor.
Ein anderes Streichinstrument mit einem charakteristischen zweigeteilten Korpus, dessen untere Hälfte mit einer Tierhaut als Decke bespannt ist und die obere Hälfte eine offene Kammer bildet, ist die in mehreren Varianten von Afghanistan über Nordindien bis nach Nepal verbreitete sarinda. Anfang des 18. Jahrhunderts beschrieb Engelbert Kaempfer ihre Form (in Amoenitates Exoticae, 1712). Möglicherweise stammt die sarinda von der im südlichen Zentralasien von Schamanen in Ritualen verwendeten kobys.
Die sarangi entstand mutmaßlich in Indien und die sarinda wurde wahrscheinlich mit der zentralasiatisch-persischen Kultur eingeführt. Bei der kamaica ist ein Einfluss von der sarangi erkennbar, während der Name ebenfalls nach Persien verweist, wo die kamantsche heute eine in der iranischen und aserbaidschanischen Musik beliebte Stachelgeige ist. Kamaica gehört zu einer von Persisch kamān („Bogen, Streichbogen“, ebenso Türkisch keman) abgeleiteten Wortgruppe für nach ihrer Form unterschiedliche Streichinstrumente wie die türkische Kastenhalslaute kemençe, die türkische Stachelgeige kabak kemâne, die armenische Kurzhalslaute kaman mit einem schmalen rechteckigen Korpus und einer Holzdecke sowie die in Ägypten früher zur Gesangsbegleitung verwendete Stachelgeige kaman aguz (auch kamāncha) mit einem kleinen Resonanzkörper aus einer Kokosnussschale.
Der Name kumāic kommt im von Kavi Jodhraj um 1725 oder 1785 vollendeten epischen Gedicht Hammiraraso (Hammir Raso) vor, das eine Liste von Musikinstrumenten aus Rajasthan enthält. Im Sarmāya-i `ishrat, das Sadique Ali Khan 1875 in Delhi verfasste, wird ein Saiteninstrument namens kamānca oder kamānche erwähnt, das im Punjab sehr beliebt war. Zwar wurde die persische Stachelgeige dieses Namens in der Mogulzeit in Indien gespielt, eine Abbildung in dem Werk zeigt jedoch eher eine dilruba mit einem sarangi-Korpus und dem Hals einer sitar. Zur Verwirrung trägt außerdem bei, dass ein anderer Autor 1895 schreibt, kamānca sei gleichbedeutend mit taus, also mit der mayuri vina. Während der Name kamānca im Verlauf des 19. Jahrhunderts seltener vorkam, erlebte die mayuri vina vor allem in der zweiten Hälfte des 19. Jahrhunderts eine Phase besonderer Beliebtheit, die bis in das 20. Jahrhundert hinein anhielt.

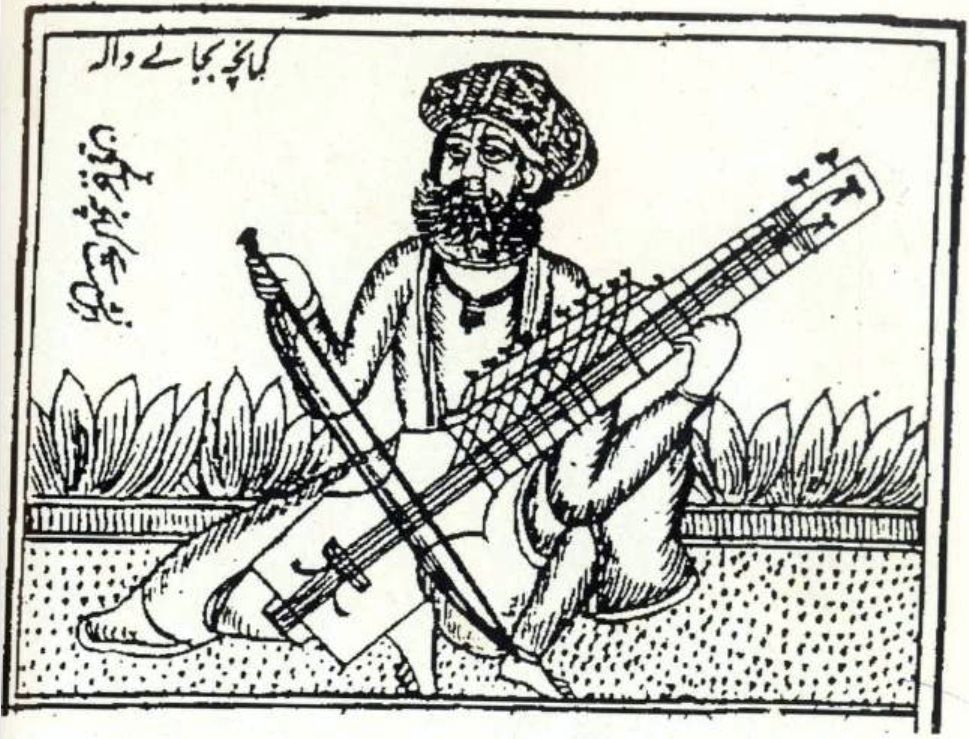
Musiker im Punjab mit einer kamānca. Illustration im Sarmāya-i `ishrat, 1875.

Die im Punjab gespielte kamānca war eine Schalenhalslaute, deren langrechteckiger, taillierter Korpus wie bei der dilruba einen flachen Boden besaß. Damit unterschied sie sich von der esraj in Bengalen mit einem tiefen Korpus, die im 19. Jahrhundert vermutlich aus der mayuri vina und aus der kamānca hervorging. Der kamaica von Rajasthan mit einem runden Korpus entspricht möglicherweise eine Beschreibung, die Kaviratna Purushottama Mishra (um 1690–1750) in Sangitanarayana über einen so bezeichneten sarangi-Typ gibt, dem er den gehobenen Status einer vina zugedenkt. Obwohl jedes Detail genannt wird, ist es schwierig, sich eine Vorstellung von der Form zu machen. Weil der Korpus als Kobrakopf vorgestellt wird, könnte er eine runde Form gehabt haben. Joep Bor (1986) verweist von dieser Beschreibung auf eine Miniaturmalerei um 1780 aus Bundi, auf der eine Frau ein Streichinstrument mit einem kreisrunden Korpus spielt und gerade zu stimmen scheint. Das laut Bor verschwundene Instrument auf der Malerei hat einen etwas längeren Hals, ähnelt aber ansonsten stark der heutigen kamaica.
Die kamaica ist in Rajasthan nur in den westlichen Distrikten Barmer, Jalor, Jodhpur und Jaisalmer verbreitet und wird ausschließlich von der Musikerkaste Manganiyar gespielt. Die Manganiyar sind Muslime oder Hindus und leben auch im westlich angrenzenden pakistanischen Bundesstaat Sindh. Es gibt keine schriftlichen Quellen über das Alter der kamaica-Spieltradition, aber in ihrer mündlichen Überlieferung führen die Manganiyar ihre Herkunft bis auf Tansen zurück, der im 16. Jahrhundert Hofmusiker des Mogulkaisers Akbar I. war. Die kamaica wird entsprechend alt eingeschätzt und soll sich seit jener Zeit kaum verändert haben.
Eine verwandte einfache Fiedel mit einem birnenförmigen oder wie bei der sarangi taillierten Korpus in der Volksmusik Rajasthans ist die chikara, die nur von den Naths gespielt wird. Die kamaica hat eine starke Ähnlichkeit mit der gezupften Langhalslaute dhrupad rabab oder seni rabab, die in der höfischen Musik der Mogulzeit von Bedeutung war und bis in die Mitte des 20. Jahrhunderts im klassischen Stil Dhrupad gespielt wurde. Sie hat einen breiten birnenförmigen Korpus. 
In der Volksmusik Rajasthans wurde bis zur Mitte des 20. Jahrhunderts die ebenfalls eng verwandte Zupflaute rawaj (ravaj) gespielt. Die dreisaitige rawaj mit einem kreisrunden hautbespannten Korpus gehörte im 19. Jahrhundert zur Gujarati sprechenden Kaste der Barot. Eine im 19. Jahrhundert eingeführte und heute selten verwendete Weiterentwicklung der dhrupad rabab ist die sursingar. Eine abgewandelte Form ist die Kabuli rubāb, die im 18. Jahrhundert in die afghanische Musik gelangte. Aus ihr ging Mitte des 19. Jahrhunderts die sarod hervor. Die in diese Gruppe gehörende südindische Langhalslaute swarabat verschwand Anfang des 20. Jahrhunderts.

## Bauform

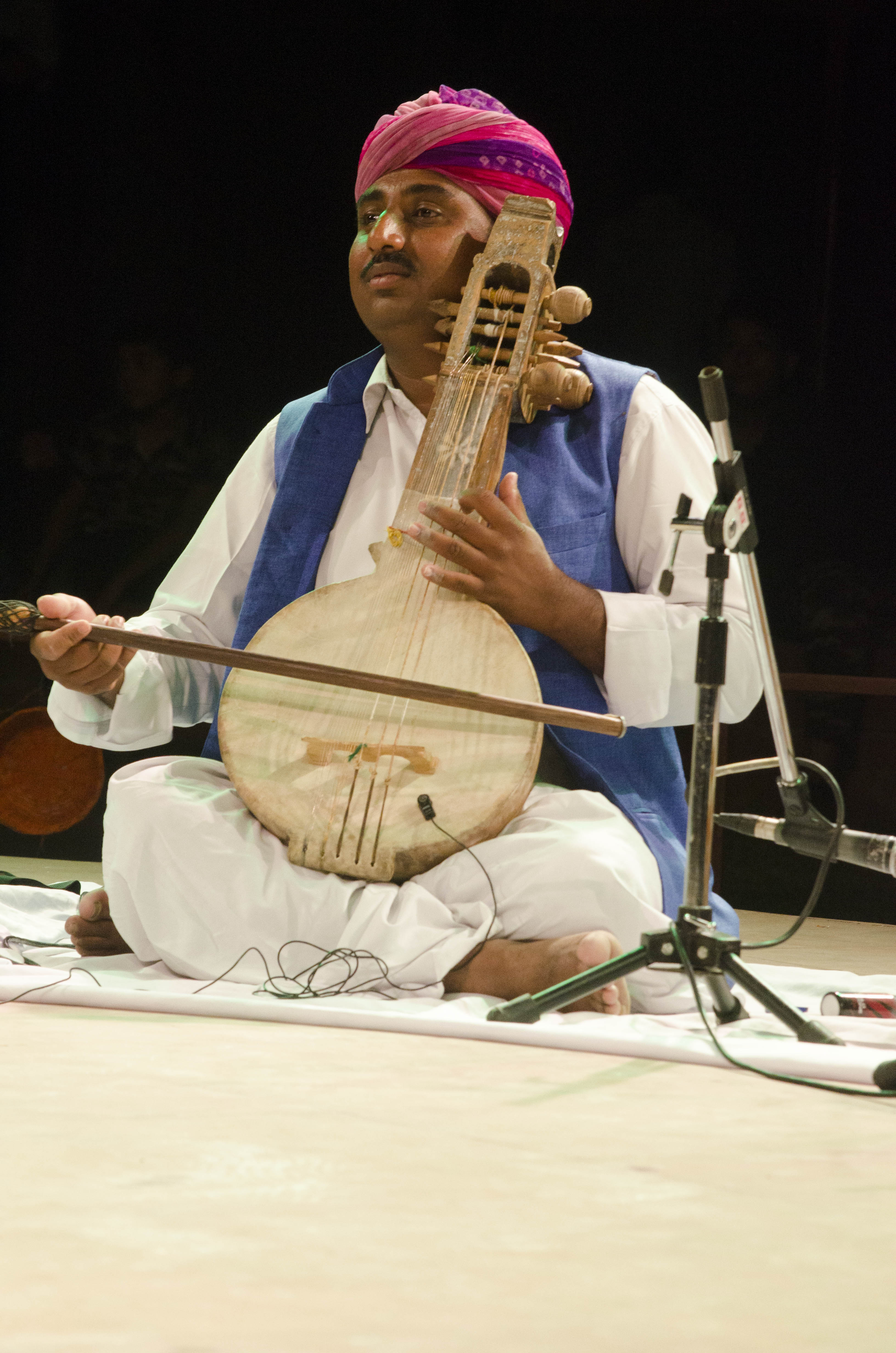
Kamaica-Spieler

Die kamaica ist eine schwere Kurzhalslaute, deren Korpus, Hals und Wirbelkasten aus einem Stück Holz, bevorzugt vom Mangobaum, herausgeschnitzt sind. Die Gesamtlänge beträgt etwa 75 Zentimeter, der kreisförmige Korpus (Hindi pyalā oder painda) mit einem gerundeten Boden misst über 30 Zentimeter im Durchmesser und hat eine Wandstärke von etwa einem Zentimeter. Da Mangobaumholz zu Schwundrissen neigt, muss es vor der Verarbeitung sorgfältig gelagert werden. Der Hals (kangan oder khali) wird wie der Korpus von oben ausgehöhlt und danach mit einer dünnen hölzernen Platte (nāli) abgedeckt. Dies unterscheidet die kamaica von anderen Streichinstrumenten wie der sarangi, bei denen der Hals von unten ausgehöhlt wird. Die Platte auf dem Hals ist häufig mit zwei blumenförmigen Perlmutt-Intarsien verziert; sie dient nicht als Griffbrett, weil der Spieler die Melodiesaiten wie bei den beiden anderen Streichinstrumenten Rajasthans, sarangi und ravanahattha, durch seitlichen Druck mit den Fingernägeln verkürzt. Hals und Wirbelkasten (mornā) sind in der Draufsicht rechteckig. Der an der Oberseite offene Wirbelkasten ragt mit einer weiten Ausbauchung nach unten und wird von einem massiven Aufsatz (choti) bekrönt. Als Decke (chamdā) dient eine aufgeklebte Ziegenhaut. Ein breiter Steg (ghodi) steht im unteren Bereich auf der Hautdecke.
Zwei bis vier (meist drei) dicke Melodiesaiten (ragan) aus Ziegendarm verlaufen von einem hölzernen Fortsatz am unteren Korpusrand an der vom Spieler aus gesehen linken Seite des Stegs zu den seitenständigen Holzwirbeln des  Wirbelkastens. Hinzu kommen acht bis elf dünne Bordunsaiten aus Stahl. Sie werden wie die Melodiesaiten mit dem Bogen (kamānī) gestrichen. Manchmal kommen vier Resonanzsaiten hinzu, die in einer Ebene unter den anderen Saiten liegen. Der Streichbogen besteht aus einem langen, in der Mitte leicht geknickten Stab aus shisham-Holz (Dalbergia sissoo), der mit Pferdehaar bespannt ist.

## Spielweise
Während die Spieltechnik der linken Hand den anderen Streichinstrumenten in Rajasthan entspricht, unterscheidet sich die Bogenführung deutlich. Bei der kamaica streicht der Bogen nicht nacheinander eine einzelne Saite zur Melodiebildung, sondern neben der Melodiesaite stets auch die Resonanzsaiten, was dem Instrument einen dunkleren und volleren Klang verleiht. Die drei Melodiesaiten werden auf die Tonstufen (swara; sieben swara bilden das indische Gegenstück zu westlichen Tonleiter) tiefe Sa (Ausgangsstufe einer Raga-Skala), tiefe Pa (fünfte Tonstufe) und mittlere Sa (eine Oktave höher) gestimmt. Die Bordunsaiten werden auf Dha, Ni, Sa, Re, Ga, Ma, Pa, Dha, Ni, Sa gestimmt.
Die Manganiyar-Musiker stehen in einem Abhängigkeitsverhältnis zu Patrons, in deren Haus sie bei Familienfeiern wie Geburten, Hochzeiten und Beerdigungszeremonien auftreten. Als Gegenleistung erhalten sie eine festgelegte Menge von Geschenken über das Jahr verteilt, außerdem kommen die Patrons für die Feiern bei Hochzeiten und Beerdigungen in der Familie der Musiker auf. Jedes Manganiyar-Ensemble hält zum Wohlgefallen der Patrons sorgsam an seiner Musiktradition fest und bewahrt diese vor den Einflüssen anderer Musikgruppen und -stile. Eine andere Musikerkaste in Rajasthan mit einer ähnlichen Spieltradition sind die Langa.

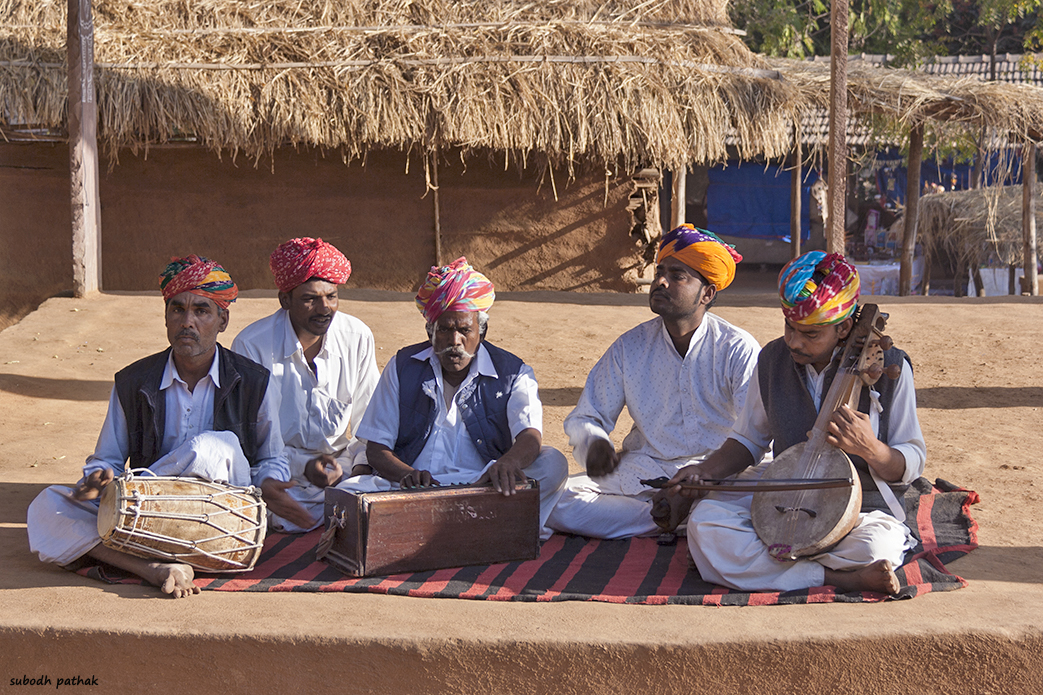
Manganiyar-Ensemble mit Fasstrommel dholak, Harmonium und Gesang, Klapper kartal und kamaica.

Die kamaica begleitet den epischen Gesang und die devotionalen Lieder der Manganiyar. Die Tonalität dieses anspruchsvollen Vokalstils ist an den klassischen Ragas orientiert, das Repertoire ist umfangreich und bildet eine eigenständige, von den Manganiyar-Musikern über 20 Generationen bis zu Tansen zurückgeführte Tradition, die am ehesten mit dem leichten klassischen Stil Khyal zu vergleichen ist. Nach ihrer Verwendung teilen die Manganiyar Musik in zwei Kategorien: Die Musik für Prozessionen, Festveranstaltungen und Familienfeiern gilt als „außerhalb des Raga“. Die hierfür gesungenen Lieder chhota (auch „kleine Lieder“) haben eine einfachere Struktur und sind in erster Linie auf den Anlass zugeschnitten. Als „innerhalb des Raga“ gelten die mota (auch „große Lieder“), die bei gesonderten Musikdarbietungen (kacheri) für Patrons oder für andere Manganiyar vorgetragen werden. Die mota basieren auf eigenen Manganiyar-Ragas, deren Regelwerk im Unterschied zur klassischen Musik weniger streng beachtet werden muss. Einige bekannte Ragas sind Khamaichi, Soob, Maru, Bhairavi, Sorath, Samari, Goond malhar, Bilawal und Kalyan. Die meisten Lieder wurden von berühmten Dichtern und verehrten Heiligen wie Kabir (1440–1518), Mirabai (um 1498–1546) und Surdas (16. Jahrhundert) komponiert. Die Manganiyar verstehen mota als Preislieder für einen Patron, einen Gott oder für den gesungenen Raga selbst.
Entsprechend den Instrumenten der klassischen indischen Musik bietet die kamaica alle spieltechnischen Möglichkeiten, die sie nicht nur zur Gesangsbegleitung, sondern auch zur solistischen Improvisation befähigen, auch wenn letztere weniger verbreitet ist. Der Sänger kann die kamaica zur Unterstützung seines Gesangsvortrags spielen oder er kann die Pausen zwischen seinem Gesang instrumentell mit melodischen Verzierungen ausfüllen. Wenn ein anderer Musiker den Sänger begleitet, folgt die kamaica in sehr kurzem Abstand der Gesangsmelodie und bringt gelegentlich auch neue melodische Formen ein, die der Sänger dann aufgreift. In den Gesangspausen wiederholt der Instrumentalist die gesamte Melodie des Sängers oder erweitert diese um neue Variationen.

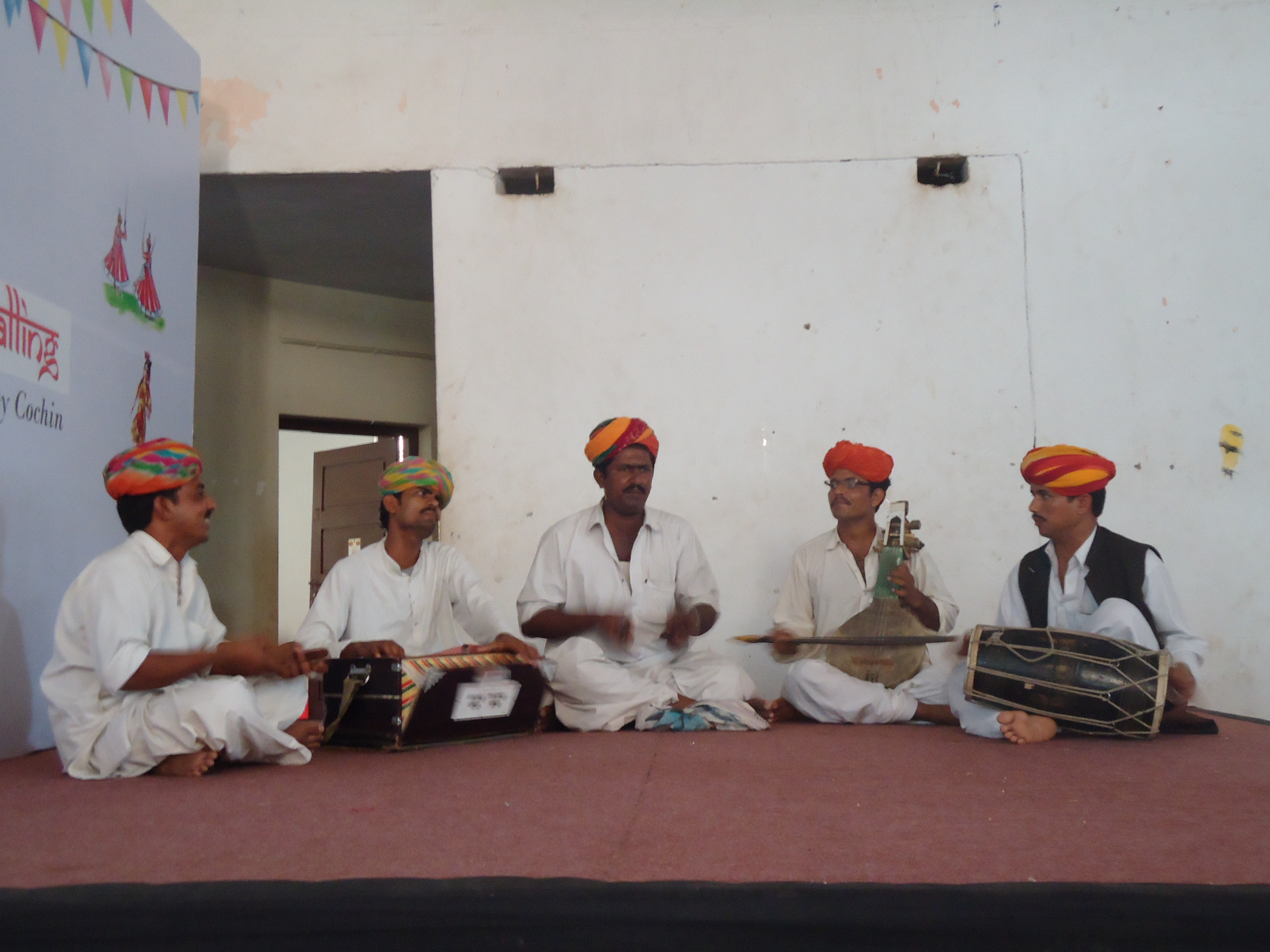
Gesangsgruppe in Rajasthan mit kartal, Harmonium, kartal, kamaica und dholak.

Die musikalische Vielseitigkeit der Manganiyar zeigt sich ansonsten an dem ungewöhnlich großen Instrumentarium ihrer Ensembles, zu dem neben kamaica und sarangi die Kastenzither swarmandal, das Harmonium, surna(i) (Doppelrohrblattinstrument, das sich in Form und Spielweise von der klassischen shehnai unterscheidet), murli (Doppelklarinette), morchang (Maultrommel), kartal (Holzklapper), dhol (große zweifellige Fasstrommel), dholak (kleinere Fasstrommel) und gharra (Tontopf wie der südindische ghatam) gehören. Ein Lied beginnt mit einer freirhythmischen Einleitung in langsamem Tempo, bei der die Liedtexte (doha, auch duhā) vorgetragen werden. Die kamaica (oder sarangi) erfüllt hierbei die Funktion eines Borduninstruments entsprechend tanpura, Harmonium oder shrutibox im klassischen alap. Im Unterschied zum improvisierten, mit Tonsilben gesungenen alap ist der Eröffnungsteil der mota durch den Liedtext musikalisch weitgehend festgelegt. Als Nächstes folgt der rhythmische Teil des Liedes, bei dem die Fasstrommel dholak hinzukommt. Nach diesem ist der Gesangsteil beendet und der dholak-Spieler erzeugt im lehara-Teil unterschiedliche rhythmische Strukturen. Ein Instrumentalspiel auf der kamaica wird häufig von kartal und morchang mit einem starken rhythmischen Akzent in schneller werdendem Tempo unterlegt. Ein solistisches Spiel auf der kamaica dauert mit zunehmender Intensität höchstens acht bis zehn Minuten. Die Entwicklung eines Musikstücks von einer freirhythmischen langsamen Melodie mit Bordunbegleitung bis zum abschließenden Höhepunkt in einem schnellen Rhythmus ist außerdem für einige devotionale Gesangsstile wie kirtan und qawwali sowie für die nord- und südindische klassische Musik insgesamt charakteristisch.
Außer von der klassischen nordindischen Musik ist der Vokalstil der Manganiyars von der devotionalen Sufi-Musik in der pakistanischen Provinz Sindh beeinflusst, bei der vor allem an den Sufi-Gelehrten Shah Abdul Latif (1690–1751) gerichtete Sindhi-Verse im musikalischen System der Sindhi (sur) vorgetragen werden. Ursprünglich kamen sur-Gesänge ohne instrumentelle Begleitung aus, heute gehört zu einer religiösen Gesangsgruppe die Langhalslaute tanburo. Die Lieder der Sindhis und der Manganiyar basieren gleichermaßen auf ihrer jeweiligen lokalen Erzähltradition und handeln von der alltäglichen Lebensweise der Bauern und Viehirten in wüstenhaften Gegenden.
Einer der bekanntesten kamaica-Spieler war der aus dem Dorf Hamira wenige Kilometer östlich von Jaisalmer stammende Sakar Khan (1938–2013). Im Jahr 2012 erhielt Sakar Khan den Padma Shri, eine der höchsten Auszeichnungen der indischen Regierung.

## Diskografie
- Rajasthani Folk Music. Traditional music of the Langas and Manganiyars. Aufnahmen von Caroline Swinburne. Saydisc Records, Wotton-Under-Edge (England) 1992, Titel 9–11
- Musician Communities of Rajasthan – the Manganiar. Various Artists. Aufnahmen von Daniel Neuman. Archives and Research Centre for Ethnomusicology (ARCE), Smithsonian Folkways Recordings, 2008
- At Home with Sakar Khan. (AMAR 006) Amarrass Records, Neu-Delhi 2012